# Oakland Zone
Oakland Zone är ett Studioalbum av Tower of Power och det senaste som bandet producerat.

## Låtlista
1. Eastside... (L.Braggs, R.Prestia, J.Tamelier, L.Pickett, D.Garibaldi) (0.52)
2. Give Me Your Love (L.Braggs, R.Smith, J.Tamelier, R.Prestia, D.Garibaldi) (4.41)
3. Get What You Want (E.Castillo, S.Kupka, M.McClain, M.Lomax) (5.03)
4. Could've Done It Better (E.Castillo, S.Kupka) (5.17)
5. This Type of Funk (R.Prestia, J.Tamelier, S.Kupka, B.Carter) (5.20)
6. Pocketful of Soul (S.Kupka, E.Castillo, H.Matthews) (3.26)
7. Remember Love (E.Castillo, S.Kupka, M.McClain, M.Lomax) (4.51)
8. Oakland Zone (J.Tamelier, S.Kupka, E.Castillo) (4.49)
9. Life Is What You Make It (S.Kupka, J.Tamelier, H.Lewis) (4.50)
10. Happy 'Bout That (E.Castillo, L.Sacks) (4.53)
11. Stranger In My Own House (E.Castillo, L.Sacks) (5.20)
12. Back in the Day (S.Mesquite, S.Mesquite) (4.34)
13. Page One (J.Tamelier, S.Kupka, E.Castillo) (5.43)
14. ...Eastside (L.Braggs, R.Prestia, J.Tamelier, L.Pickett, D.Garibaldi) (1:32)
15. Bonustrack: Nothing Like It (?) (4.52)

## Medverkande
- Mike Bogart – Trumpet, trombon, flygelhorn
- Adolfo Acosta – Trumpet, flygelhorn
- Jeff Tamelier – Gitarr, kör
- Emilio Castillo – Tenorsax, kör, sång
- Roger Smith – Keyboards, kör
- Francis 'Rocco' Prestia – Elbas
- Stephen 'Doc' Kupka – Barytonsax
- Tom Politzer – Tenorsax, altsax, flöjt, klarinett
- Larry Brags – Sång, kör
- David Garibladi – Trummor

### Övriga medverkande
- Sakai – Kör
- Nikita Germaine – Kör
- John Lee Sanders – Kör
- Sid Page – Violin
- Berj Garabedian – Violin
- Arman Garabedian – Violin
- John Wittenberg - Violin
- Diane Louie – Synthstråk